# جامعة الحلة
جَامِعَةُ الحِلَّةِ الأَهلِيَّة هي جامعةٌ أهليّة عراقيَّة تقع ضمن محافظة بابل في مدينة الحلة بمنطقة الرارنجية تأسست في 3 تشرين الثاني عام 2011م ككلية أهلية.

## جامعة الحلة الاهلية

### نشأة الجامعة
أسست جامعة الحلة تحت اسم كلية الحلة الجامعة بناءَ على قرار مجلس الوزراء المرقم (390) في الجلسة الاربعين الاعتيادية بتاريخ 3 تشرين الثاني 2009 وكذلك قرار الاستحداث النهائي للكلية الصادر من وزارة التعليم العالي والبحث العلمي، الامر الوزاري المرقم ج ه/2109/في 18 نيسان 2011 والذي نص على بدء القبول في الكلية من العام الدراسي 2010/2011. ومنذ ذلك الوقت انضم إلى جامعة الحلة الكثير من طلبة المحافظة وموظفو الدوائر المختلفة ممن لم تتوفر لهم فرص إكمال دراستهم الجامعية للدراسة في أقسامها المختلفة.

### أقسام الجامعة
تضم أقسام الجامعة
- كلية القانون
- كلية الادارة والاقتصاد
- كلية الفنون المسرحية
- كلية التربية قسم اللغة الإنكليزية
- كلية التربية قسم اللياقة البدنية والتأهيل الرياضي
- كلية طب الأسنان
- كلية التقنيات الطبية قسم التحليلات المرضية
- كلية الهندسة قسم هندسة تقنيات الاجهزة الطبية
- كلية العلوم قسم الفيزياء الطبية
- كلية الإدارة والاقتصاد قسم المحاسبة
- كلية التمريض
- كلية التقنيات الطبية قسم تقنيات الأشعة والسونار
- كلية التقنيات الطبية قسم تقنيات التخدير
- كلية التقنيات الطبية قسم تقنيات صناعة الأسنان
- كلية الصيدلة
- كلية الهندسة قسم هندسة التبريد والتكييف
- كلية علوم الحاسبات وتكنولوجيا المعلومات
- كلية علوم الذكاء الاصطناعي